# Жеребнюк Віктор Миколайович
Віктор Миколайович Жеребнюк (* 21 липня 1970, м. Нововолинськ Волинської області) — український політик, народний депутат України 7-го скликання.

## Освіта
У 2001 році закінчив Харківську державну академію міського господарства за спеціальністю «Менеджмент організацій».
У 2014 році закінчив Національну академію державного управління при Президентові України за спеціальністю "Управління суспільним розвитком".

## Трудова діяльність
Липень 1988 року — вересень 1989 року — радіомонтер у Жмеринській телемайстерні. 1989–1991 рр. — робітник у Жмеринській райспоживспілці. 1991–1994 рр. — працівник в МП «Контакт».
1996–1998 рр. — директор виробничо-комерційного ПП «Децебал».
Квітень 1998 року — квітень 2002 року — міський голова м. Жмеринка.
2003–2006 рр. — приватний підприємець.
Квітень 2006 року — листопад 2010 року — міський голова м. Жмеринка.
Листопад 2010 року — грудень 2012 року — Голова Деснянської районної в місті Києві державної адміністрації.
У 2012 році обраний народним депутатом України по одномандатному мажоритарному виборчому округу № 14 (Вінницька область), член Комітету Верховної Ради України з питань бюджету, Голова підкомітету з питань доходів державного бюджету.

## Критика
У 2014 році був одним із депутатів, які проголосували за Диктаторські закони.

## Нагороди
Нагороджений Орденом «За заслуги перед церквою та в честь 2000 річниці Християнства», грамотою священного синоду Української православної церкви до 2000 річниці Християнства (2000 р.), Орденом «За заслуги перед церквою та в честь 1020 річниці Хрещення Русі» та грамотою синоду Української православної церкви «За заслуги перед церквою та на честь святкування 1020 річниці Хрещення Русі» (2009 р.).

## Сім'я
Одружений. Троє дітей: Віктор, Анна та Олександр.